# Kucha (ort)
Kucha är en ort i Gambia. Den ligger i regionen Central River, i den nordöstra delen av landet, 170 km öster om huvudstaden Banjul. Antalet invånare var 162 vid folkräkningen 2013.